# Монастырец (Самборский район)
Монастырец (укр. Монастирець) — село в Ралевской сельской общине Самборского района Львовской области Украины.
Население по переписи 2001 года составляло 646 человек, в 2025 году зарегистрировано 511 человек. Занимает площадь 18,5 км². Почтовый индекс — 81485. Телефонный код — 3236.